# 인성 교육
인성 교육 또는 성격 교육은 어린이와 성인이 도덕적, 시민적, 선량함, 매너 있음, 품행 있음, 괴롭힘 방지, 건강함, 비판적, 성공적, 전통적, 순응적 또는 순응적 또는 도덕적인 면에서 다양하게 발전하는 데 도움이 되는 방식으로 어린이와 성인의 교육을 설명하는 데 느슨하게 사용되는 포괄적인 용어이다. 현재와 과거에 이 용어에 해당하는 개념에는 사회적, 정서적 학습, 도덕적 추론 및 인지 발달, 생활 기술 교육, 건강 교육, 폭력 예방, 비판적 사고, 윤리적 추론, 갈등 해결 및 중재가 포함된다. 이들 중 다수는 이제 실패한 프로그램, 즉 "종교 교육", "도덕적 발전", "가치 명확화"로 간주된다.
오늘날 학교와 기업에는 수십 개의 인성 교육 프로그램이 있으며 채택을 위해 경쟁하고 있다. 일부는 상업적이고 일부는 비영리이며, 대부분은 주, 지역, 학교 자체에서 고유하게 고안되었다. 이러한 프로그램의 일반적인 접근 방식은 기억되거나 주제별 활동이 계획되는 원칙, 기둥, 가치 또는 미덕의 목록을 제공하는 것이다. 특정 목록에 포함된 값은 보편적으로 인식된다는 것이 일반적으로 주장된다. 그러나 핵심 가치(예: 정직, 청지기직, 친절, 관대함, 용기, 자유, 정의, 평등, 존중)나 심지어 몇 개를 나열할지에 대해서는 경쟁 프로그램 간에 합의가 없다. 프로그램을 평가, 구현 또는 평가하기 위한 공통 또는 표준 수단도 없다.

## 같이 보기
- 콜버그의 도덕 발달 단계
- 도덕심리학